# آيت امحند أوزايد أودورو (آيت ويدير)
آيت امحند أوزايد أودورو هو دُوَّار يقع بجماعة بوتفردة، إقليم بني ملال، جهة بني ملال خنيفرة في المملكة المغربية. ينتمي الدوّار لمشيخة آيت ويدير التي تضم 5 دواوير. يقدر عدد سكانه بـ 30 نسمة حسب الإحصاء الرسمي للسكان والسكنى لسنة 2004.

## وصلات خارجية
- البوابة الوطنية للجماعات الترابية
- المندوبية السامية للتخطيط